# Differenza di età nelle relazioni sessuali

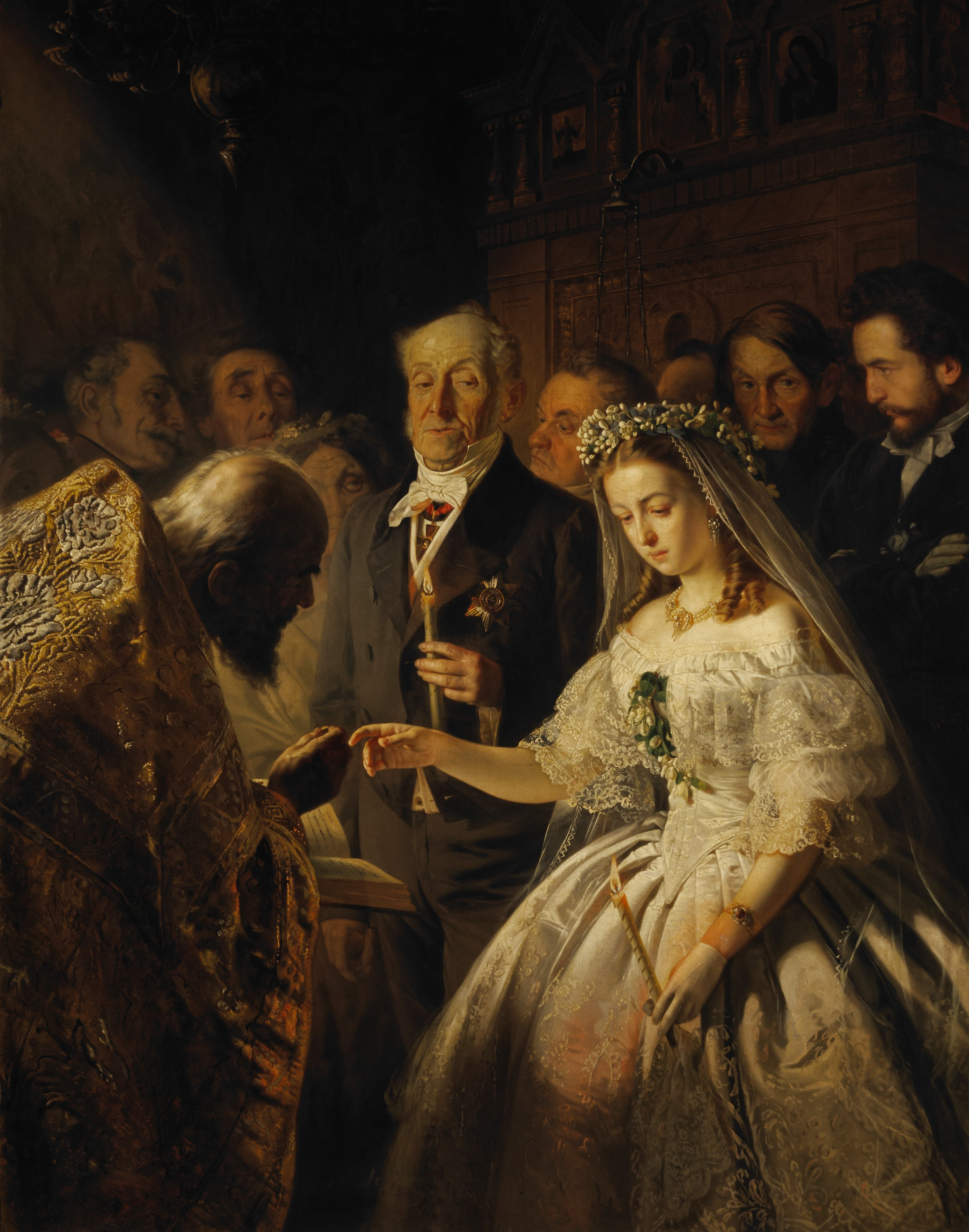
Matrimonio diseguale (1862) di Vasili Pukirev

La differenza di età nelle relazioni sessuali e sentimentali anche significativa si è dimostrata essere una caratteristica non rara nelle relazioni di coppia umane, sia sentimentali sia sessuali. Lo schema più comune è un uomo più anziano con una donna più giovane, come conseguenza di un matrimonio combinato o per libera scelta dei membri della coppia.

## Descrizione generale
Le relazioni fra uomini più giovani e donne più anziane sono meno frequenti nell'immaginario collettivo, ma di fatto non se ne conosce la statistica esatta con l'eccezione delle coppie famose. Un famoso esempio è dato dal presidente della Repubblica francese Emmanuel Macron e dalla moglie Brigitte Trogneux, sua ex insegnante scolastica, più anziana di lui di 24 anni.
Relazioni sessuali fra persone con una differenza di età particolarmente marcata possono essere considerate illegali o essere ricondotte dalla psicologia a condizioni patologiche. Diverse forme di parafilia sono definite dall'interesse esclusivo del soggetto per partner sessuali molto più giovani, per esempio bambini (pedofilia) o molto più vecchi (gerontofilia), l'attrazione verso individui adolescenti (efebofilia), tuttavia, non è considerata una parafilia. Le relazioni sessuali fra adulti e minorenni sotto l'età del consenso sono generalmente considerate illegali nel mondo, seppur regolate da leggi diverse da nazione a nazione (come la già citata età del consenso). La critica, la discriminazione e il pregiudizio verso la differenza di età di coppia, molto più prevalenti in Occidente che nel resto del mondo, è generalmente considerata una forma di bigottismo e più nello specifico di ageismo.

## Il rapporto con la parafilia
Le diverse forme di parafilia correlate alla ricerca di partner sentimentali o sessuali di età marcatamente diversa dal soggetto possono essere classificate secondo i seguenti concetti principali:
- cronofilia: è un termine generico, che si applica a qualsiasi preferenza per partner di età diversa dal soggetto (di solito appartenente a un'altra generazione);
- ebefilia: l'attrazione di adulti per i pre-adolescenti (generalmente tra gli 11 e i 13 anni);
- infantofilia: l'attrazione di adulti per i bambini molto piccoli (neonati e bambini fino a 5 anni);
- pedofilia: l'attrazione di adulti per i bambini che non hanno raggiunto ancora la pubertà;
- gerontofilia: l'attrazione di individui giovani per persone anziane;
- pederastia: la relazione omosessuale tra un uomo adulto e un adolescente.

Che questo tipo di preferenza sia sempre classificabile come parafilia è un tema controverso della psicologia. Gli individui che perseguono esclusivamente relazioni con consistente differenza d'età sono generalmente considerati parafilici poiché il loro comportamento è visto come fuori dalla "norma", almeno nel recente pensiero popolare. Coloro che invece incorrono in occasionali relazioni con persone di altra generazione non sono incluse nella categoria dei parafilici, eccetto nel pensiero popolare. Come con altre pratiche considerate parafilia, il sexual imprinting (ovvero le dinamiche relative alle prime esperienze sessuali del soggetto) può giocare un ruolo in questo genere di relazioni.